# Shudu Tsenpa
Le Shudu Tsenpa, ou Shudu Tsempa, est un sommet de l'Himalaya, à la frontière entre le Sikkim en Inde et le Tibet en Chine. Avec 7 024 m d'altitude et 547 m de proéminence c'est un des plus hauts sommets vierges du monde. Il se situe à 3 km au sud-est du Pauhunri (en).